# Air Namibia
Carrying the Spirit of Namibia
Air Namibia était la compagnie aérienne nationale namibienne. C'était une société d'État totalement contrôlée par le gouvernement namibien et placée sous la tutelle du ministère des travaux publics et des transports.

## Histoire
La compagnie a été fondée en 1946 sous le nom de South West Air Transport. C'est à cette époque que le code AITA SW lui est attribué.
En 1959, la compagnie fusionne avec Oryx Aviation pour devenir Suidwes Lugdiens. Cette dernière rachète Namib Air, basée à Walvis Bay, en 1966. Le groupe est rebaaptisé en 1978 Namib Air.
En 1982, le gouvernement du Sud-Ouest africain devient l'actionnaire majoritaire de la compagnie, qui devient dans la foulée la compagnie nationale officielle. En  2001, Air Namibia rachète Kalahari Express Airlines.
La compagnie annonce l'arrêt de tous ses vols et de toutes ses opérations à partir du 11 février 2021.

## Destinations
Air Namibia opérait avant tout dans l'espace aérien d'Afrique australe. Seules ses destinations vers Accra et Francfort-sur-le-Main étaient hors de cet espace.

### Destinations domestiques
Les destinations intérieures étaient toutes exploitées à partir de l'aéroport domestique d'Eros, situé dans le Sud de Windhoek, hormis Katima Mulilo qui était desservie via Rundu. Les aéroports desservis jusqu'en 2021 étaient les suivants :
- Katima Mulilo (aéroport Mpacha, MPA) ;
- Lüderitz (LUD) ;
- Ondangwa (OND) ;
- Oranjemund (OMD) ;
- Rundu (NDU) ;
- Walvis Bay (WVB).

### Destinations internationales
Air Namibia assurait jusqu'en 2021 des vols vers 11 aéroports internationaux :
- Johannesburg (JNB), Le Cap (CPT) ;
- Francfort-sur-le-Main (FRA) ;
- Luanda (LAD), Ondjiva (VPN) ;
- Gaborone (GBE), Maun (MUB) ;
- Accra (ACC) ;
- Lusaka (LUN) ;
- Harare (HRE), Victoria Falls (VFA).

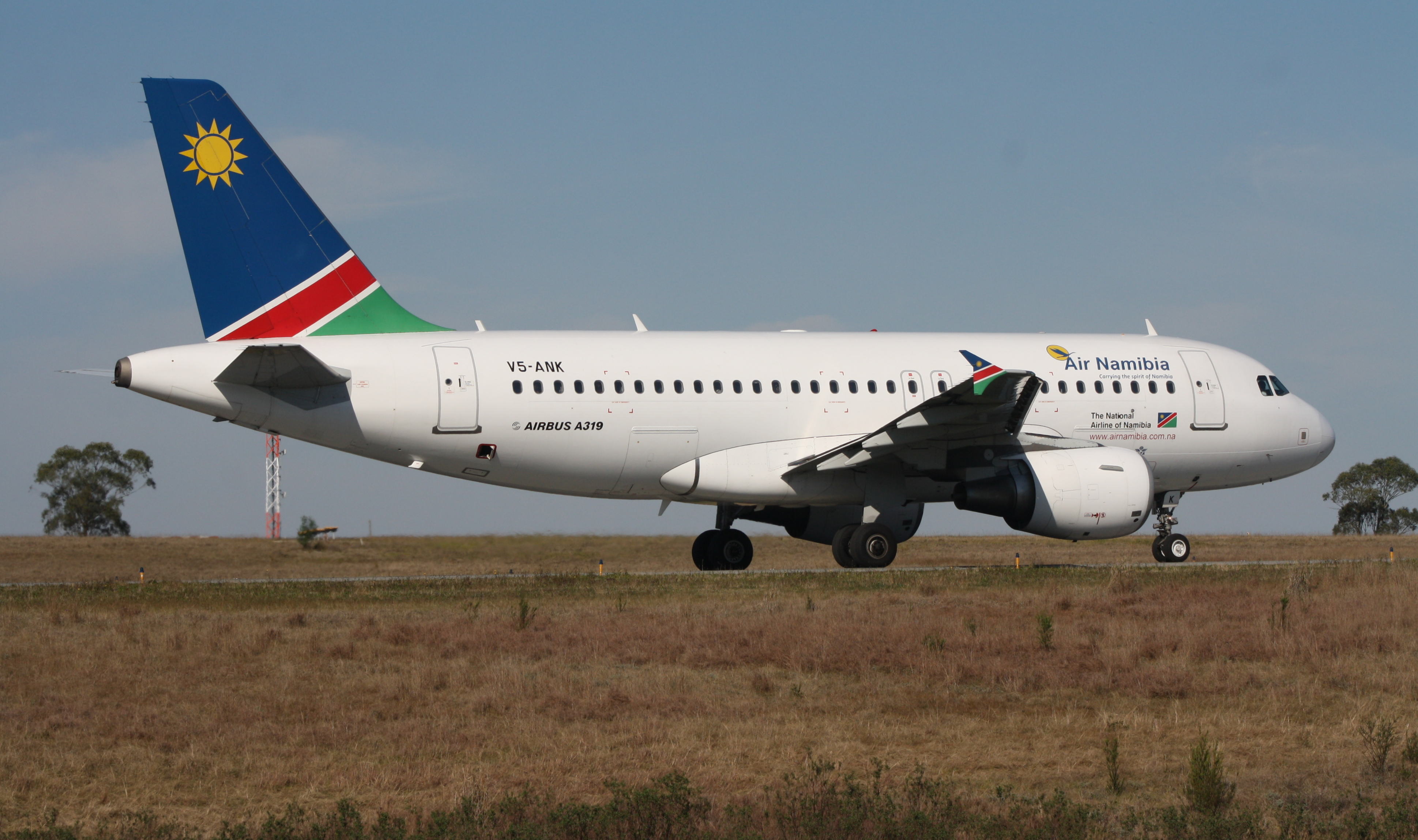
Airbus A319-112

Elle assurait six vols par semaine entre l'Aéroport international Hosea Kutako de Windhoek et Francfort-sur-le-Main depuis 1991, avec ses deux Airbus A340 (cette destination était initialement assurée par un Boeing 747 SP jusqu'en 2004, puis par un McDonnell Douglas MD-11 jusqu'en 2006). Elle desservait également depuis 1989 des vols quotidiens vers Johannesburg et Le Cap avec ses Boeing 737.
La compagnie avait également initié dans le passé des vols vers l'Aéroport de Londres-Gatwick à partir de 1992 et jusqu'à la seconde moitié des années 2000.
Partage de codes: Condor (à partir d'avril 2017)

## Flotte

### Flotte à date de la fermeture en 2021

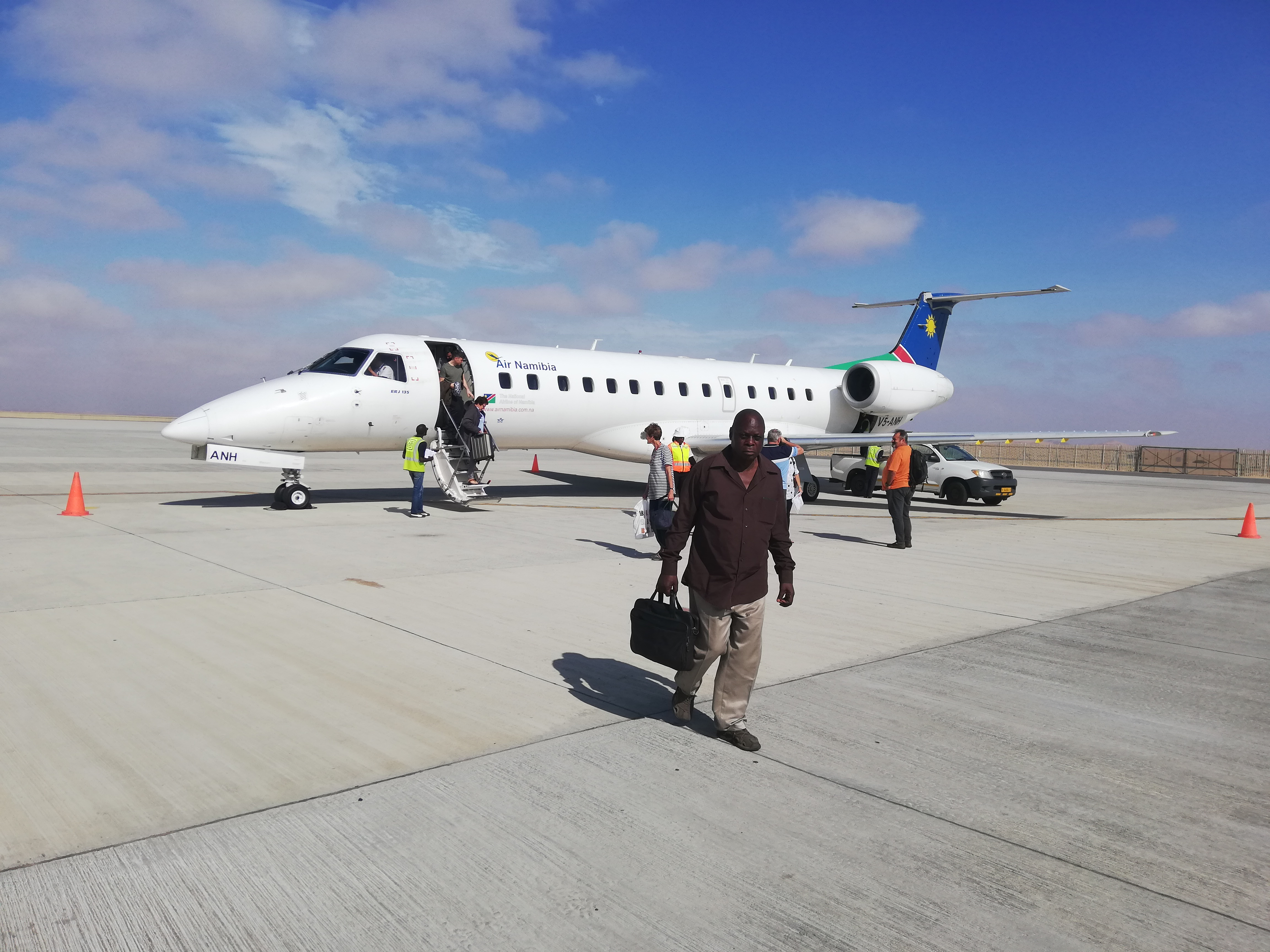
Appareil à l'aéroport de Walvis Bay.

En décembre 2020 , la flotte d'Air Namibia est composée de 10 appareils :
- 2 Airbus A330-200 , mis en service au 2e semestre 2013 et affectés au secteur intercontinental (Windhoek - Francfort) ;
- 3 Airbus A319 -100, principalement affectés aux secteurs continentaux et sous-régionaux  ;
- 4 Embraer ERJ 135 , mis en service respectivement en 2011 et principalement affectés aux secteurs intérieurs.

### Flotte historique

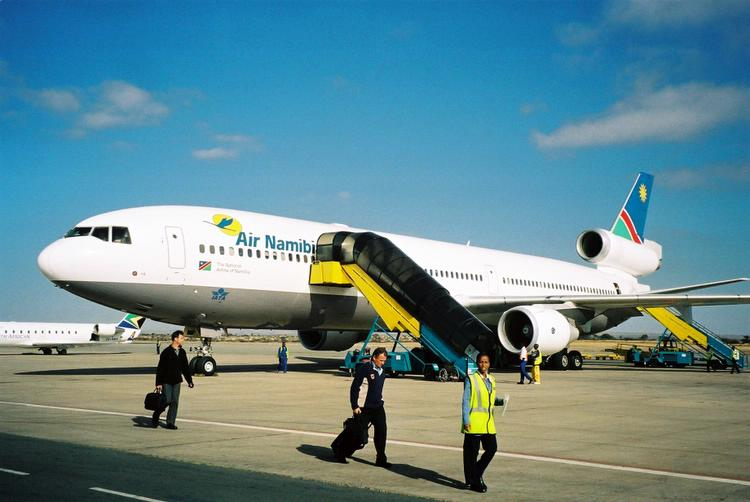
Un MD-11 de Air Namibia

Sa flotte passée a notamment compris les modèles d'avion suivants :
- Airbus A340-300 (mis en service en 2005 et 2006 et retirés en 2013) ;
- Boeing 737 200A (mis en service en 1989) ;
- Boeing 747 SP ;
- Boeing 747-400 ;
- McDonnell Douglas MD-11 (retirés definitivement du service en septembre 2006) ;
- Beechcraft 1900 D